# 의화 (로마 가톨릭교회)
의화(義化)는 로마 카톨릭교회에서 주장하는 것으로 '의롭게 되다'라는 의미이다. 하나님에 의해 의로워진 행위, 과정, 상태이다. 로마 가톨릭의 칭의는 일시적인 면보다 과정에 강조를 둔다. 즉, 유아세례를 받게 될 때 칭의가 시작되고, 하나님의 은혜가 주입되어(의로움의 주입) 그들의 삶의 습관과 행위에 변화가 생기며, 마지막의 칭의는 전적으로 수혜자의 행위에 의존된다. 즉, 칭의와 성화가 복합적으로 혼합된 형태로 남게 되어, 행함으로 의롭게 된다는 결론을 갖게 된다. 하지만, 신자의 행위는 결코 완전한 의를 갖지 못하고, 연옥이라는 곳에 가서 심판을 받게 되는 구원의 확신이 결여된 상태를 유지한다.

## 같이 보기
- 칭의
- 성화